# Eric van de Poele
Eric van de Poele, född 30 september 1961 i Verviers, är en belgisk racerförare.

## Racingkarriär
van de Poele hade varit framgångsrik i formel 3000 och fick debutera i formel 1 i Modena Team SpA 1991. Han lyckades dock bara kvalificera sig till ett lopp, San Marino 1991, i vilket han kom på nionde plats. Året efter körde han för Brabham under deras sista säsong, men han kvalificerade sig bara till ett lopp, Sydafrika 1992, i vilket han kom på trettonde plats. Efter tre lopp för Fondmetal var hans formel 1-karriär över. 
van de Poele började därefter tävla i standardvagnar och sportvagnar och 1995 vann han Sebring 12-timmars tillsammans med Fermín Vélez i en Ferrari.

## F1-karriär
| Säsong | Stall/Tillverkare                   | Poäng | Placering |
| ------ | ----------------------------------- | ----- | --------- |
| 1991   | Modena Team SpA (Lambo-Lamborghini) | 0     | –         |
| 1992   | Brabham-Judd Fondmetal-Ford         | 0     | –         |